# Kanalen (radioprogram)
Kanalen var ett nyhetsmagasin som sändes i Sveriges Radio P1 mellan 1981 och 1993.
Programmet var ett samhällsprogram med fördjupning av nyheter både inrikes och utrikes, ofta av dagsaktuell karaktär och många av de händelser som skedde under 1980-talet speglades i programmet, exempelvis Iran-Irak kriget, Järnridåns fall, Palmemordet samt Boforsaffären. Sändningstid var oftast vardagar mellan kl.17.00 och 18.00.
När SR genomförde en stor omorganisation 1993 plockades programmet bort, men ersattes av Studio Ett som sedan dess sänder med ungefär samma upplägg.